# Nupserha pseudonigriceps
Nupserha pseudonigriceps là một loài bọ cánh cứng trong họ Cerambycidae.